# London Borough of Newham
Der London Borough of Newham [ˈnjuːəm] ist ein Stadtbezirk von London. Er liegt im Nordosten der Stadt. Bei der Gründung der Verwaltungsregion Greater London im Jahr 1965 entstand er aus dem County Borough of East Ham und dem County Borough of West Ham, zwei kreisfreien Städten in der Grafschaft Essex. Hinzu kamen Teile des Metropolitan Borough of Woolwich nördlich der Themse und des Municipal Borough of Barking westlich des Flusses Roding.
Den südlichen Teil von Newham bilden die Docklands, das ehemalige Hafengebiet, welches die größte Stadtentwicklungszone Londons ist. Dort liegt auch der London City Airport. Ein weiterer Entwicklungsschwerpunkt ist Stratford im Westen des Bezirks. Dort befindet sich der Olympiapark mit den wichtigsten Sportanlagen für die Olympischen Sommerspiele 2012, einschließlich des Olympiastadions. Der Premier-League-Club West Ham United trägt seine Heimspiele im Olympiastadion aus. 

## Stadtteile

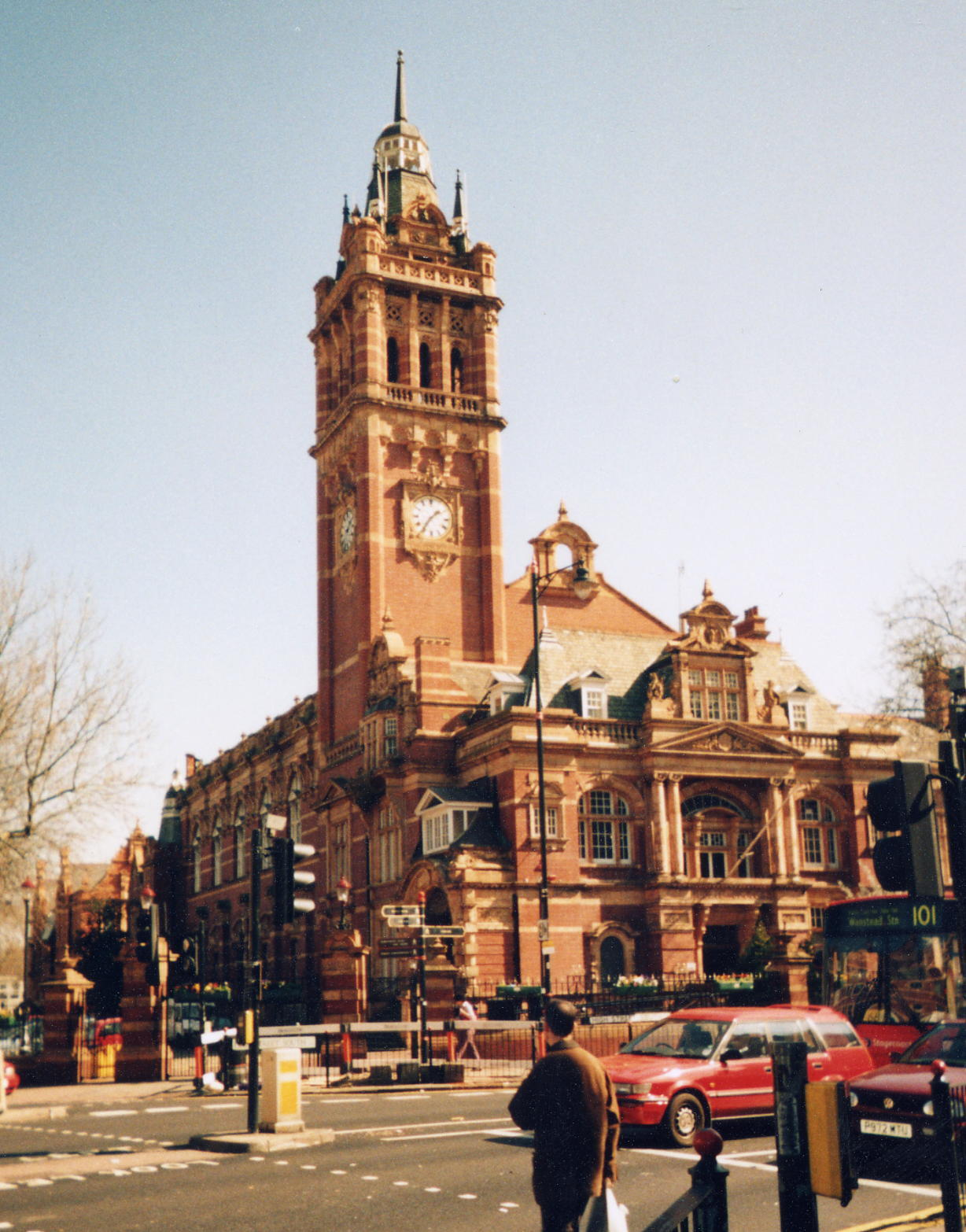
Newham Town Hall

- Beckton
- Canning Town ∗
- Custom House
- East Ham
- Forest Gate
- Little Ilford
- Manor Park
- Maryland
- North Woolwich ∗
- Plaistow
- Silvertown
- Stratford
- Temple Mills
- Upton Park ∗
- West Ham

## Bevölkerung
Die Bevölkerung setzte sich 2011 zusammen aus 29,0 % Weißen, 43,5 % "Asian" (Inder, Pakistaner und Bangladescher), 19,6 % Schwarzen und 1,3 % Chinesen. Newham ist neben Brent einer von zwei Bezirken, in denen die ethnischen Minderheiten die Bevölkerungsmehrheit stellen.

## Politik

### Newham London Borough Council
- Greens: 3
- Labour: 59
- Unabh.: 4

Unabh. =  Newham Independents (3), Unabh. (1)

## Persönlichkeiten
- David Farrar (1908–1995), Schauspieler
- Alf Fields (1918–2011), Fußballspieler
- Jimmy Greaves (1940–2021), Fußballspieler
- Ken Shellito (1940–2018), Fußballspieler und -trainer
- Martin Peters (1943–2019), Fußballspieler
- Ronnie Lane  (1946–1997), Rockmusiker
- Carlton Leach (* 1959), Hooligan und Schriftsteller
- Lennox Lewis (* 1965), Boxer
- Rob Lee (* 1966), Fußballspieler
- Sol Campbell (* 1974), Fußballspieler
- Chiwetel Ejiofor (* 1977), Schauspieler
- Danny Dyer (* 1977), Schauspieler
- Jimmy Bullard (* 1978), Fußballspieler
- Christine Ohuruogu (* 1984), Sprinterin
- Kano (* 1985), Grime-MC
- Mark Noble (* 1987), Fußballspieler
- 21 Savage (* 1992), Rapper
- Chuba Akpom (* 1995), Fußballspieler
- Ezri Konsa (* 1997), Fußballspieler
- Shayden Morris (* 2001), Fußballspieler

## Städtepartnerschaften
Partnerstadt ist Kaiserslautern.